# Изображения Мухаммеда
Допустимость изображения Мухаммеда, одного из пророков в исламе, всегда была и продолжает оставаться объектом споров и критики в истории этой религии. Устные и письменные описания разрешены всеми течениями ислама, но по поводу допустимости рисованных изображений общего мнения нет. В Коране нет прямого запрета на изображения Мухаммеда, а в нескольких хадисах прямо говорится о запрете на изображение живых существ.
Большинство суннитов считает, что следует запретить все изображения пророков ислама и особенно нетерпимы к изображениям Мухаммеда, в основном это продиктовано боязнью идолопоклонства. В шиизме изображения Мухаммада весьма нередки, несмотря на то, что богословы всегда выступали против них. Многие мусульмане, придерживающиеся жёстких ограничений, считают недопустимыми любые изображения Мухаммеда, включая те, что были сделаны иноверцами.
Учёные также спорят по вопросу того, являются ли изображения Мухаммеда исламским искусством. Они встречаются в сборниках стихов и книгах по истории, включая религиозные; Коран никогда не иллюстрируют, так как, согласно исламской традиции, изображения не должны быть предметом поклонения, хотя учёные сходятся во мнении, что подобные картины имели «духовный элемент» и иногда использовались в неформальных церемониях, например, в праздновании дня мираджа. На многих изображениях лицо Мухаммеда скрыто тканью, на других он показан символически в виде пламени. На рисунках, созданных до XIV века, зачастую показано его лицо. Тем не менее, изображения пророка были редки в любую эпоху, появляясь почти исключительно в персидских и других миниатюрах, иллюстрирующих книги. Основным массовым искусством в исламе являлась и продолжает оставаться каллиграфия.

## Истоки
У некоторых крупных религий были периоды иконоборства, когда под запрет попадали те или иные изображения. В иудаизме одна из Десяти заповедей запрещает изображения «того, что на небе вверху, что на земле внизу, и что в воде ниже земли». В Византийской империи было два периода иконоборчества: в VIII и IX веках. В это время изображения святых были запрещены, в церквях могли находиться только христианские кресты. В новейшее время различные группы протестантов участвовали в спорах о допустимости икон святых. В целом разногласия вызывает вопрос, не становится ли изображение важнее того, что оно собственно изображает. В одних хадисах содержится прямой запрет на изображения живых существ, в других к таким изображениям относятся спокойно, но нигде не одобряют их. Из-за этого большинство мусульман избегает изображений Мухаммеда и других пророков ислама, к примеру, Исы и Мусы.

### Изображение Мухаммеда в исламской литературе
В хадисах и других литературных произведениях раннеисламского периода имеются описания портретов Мухаммеда. Абу Ханифа ад-Динавари, Ибн аль-Факих, Ибн Вахшия и Абу Нуайм аль-Исфахани рассказывают историю о том, как византийский император Ираклий I принимает двоих жителей Мекки. Он показывает им сундук с отделениями, в каждом из которых хранится по портрету пророка, в том числе портрет Мухаммеда. Садид ад-Дин аль-Казаруни рассказывает такую же историю о посещении мекканцами короля Китая. Ибн Вахшия и Абу Нуайм рассказывают ещё одну историю, в которой мекканский купец, поехавший в Сирию, посещает христианский монастырь, где хранится несколько скульптур и картин, изображающих пророков и святых. Там же он видит портреты Мухаммеда и Абу Бакра, не опознанных христианами. В истории XI века говорится о том, как Мухаммед позировал придворному художнику сасанидского шахиншаха Кавада II. Каваду портрет настолько понравился, что он хранил его под подушкой.
Позднее Макризи записал историю о том, как правитель Египта Мукаукис встречается с послом Мухаммеда и просит посла описать внешность пророка. Сравнив описание с изображением неизвестного пророка, Мукаукис обнаруживает, что на изображении действительно Мухаммед.
В китайской легенде XVII века император Китая приглашает Мухаммеда ко двору, но Мухаммед в ответ присылает свой портрет, который настолько очаровывает императора, что он принимает ислам. После этого портрет, выполнивший свою миссию, исчезает.

## Изображения и описания, созданные мусульманами

### Словесные описания
Один из самых ранних источников, книга Ибн Сад аль-Багдади «Большая книга разрядов», приводит множество словесных описаний Мухаммеда. Одно из них, приписываемое Али ибн Абу Талибу, сообщает, что он был среднего роста, с тёмными волнистыми волосами и длинными ресницами, близко растущими бровями, блестящим лбом, крупным черепом, красноватой кожей, широкими плечами и мясистыми ногами и ладонями. От шеи до пупка у него росли волосы.
Атар Хусейн приводит другое описание в книге «Послание Мухаммеда». Согласно Хусейну, Мухаммед был чуть выше среднего роста, крепкого телосложения и мускулист. У него были длинные пальцы, длинные волнистые волосы и густая борода, в которой на момент смерти было 17 седых волосков. Мухаммед описывается как очень привлекательный. Он ходил в быстром темпе, с тростью, и всегда старался быть занятым. Не говорил понапрасну, всегда по делу, не был эмоционален. Обычно носил чистые рубаху, штаны, шарф на плечах и тюрбан.
Со времён Османской империи описания Мухаммеда каллиграфически выписывали в хильи, обычно в обрамлении сложных узоров. Зачастую хильи включали в муракки и книги, а также помещали в рамки и украшали ими дома. Традицию создавать хильи приписывают османскому каллиграфу Хафизу Осману. В них никогда не содержится изображений пророка, даже стилизованных и символических.

Хильи
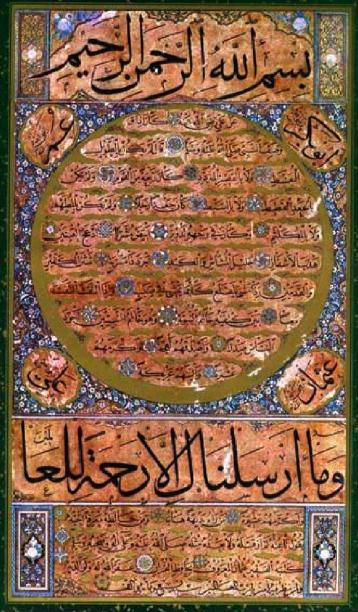
Хафиз Осман
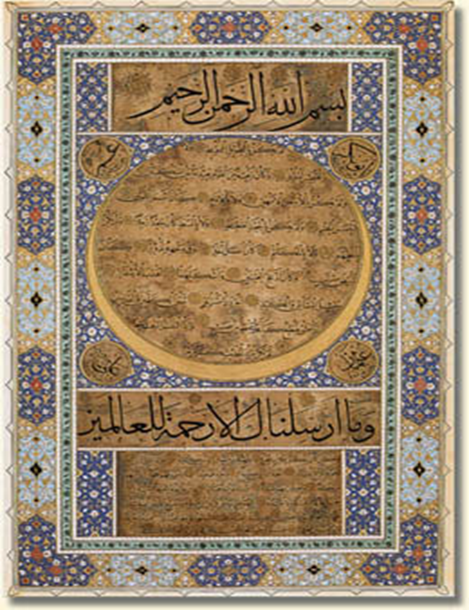
Хафиз Осман
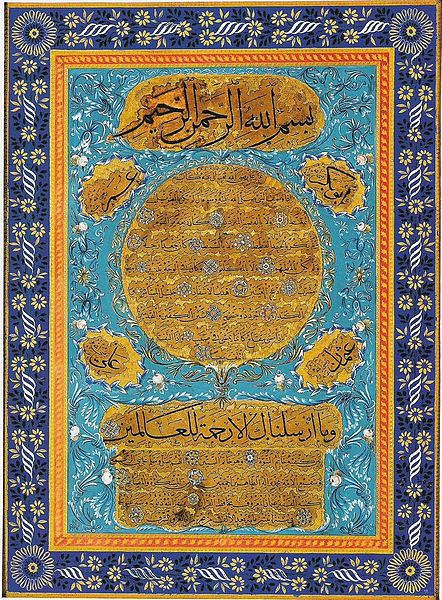
Хафиз Осман
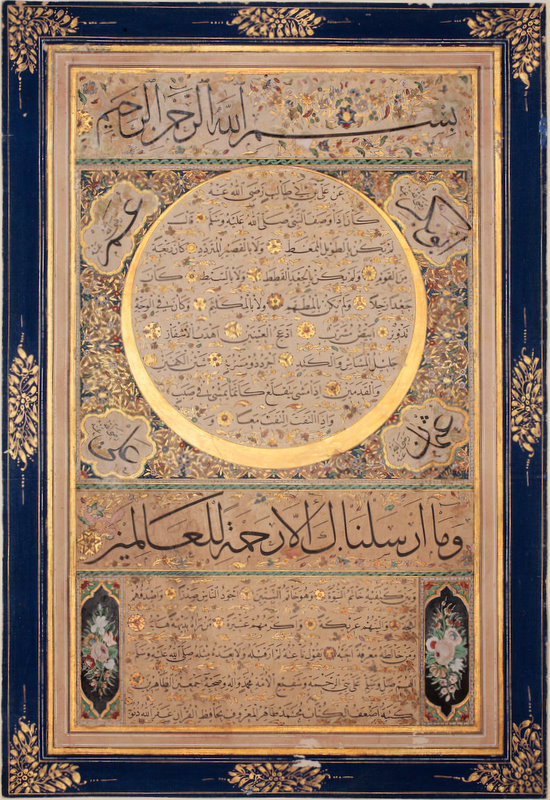
Мехмед Тахир Эфенди
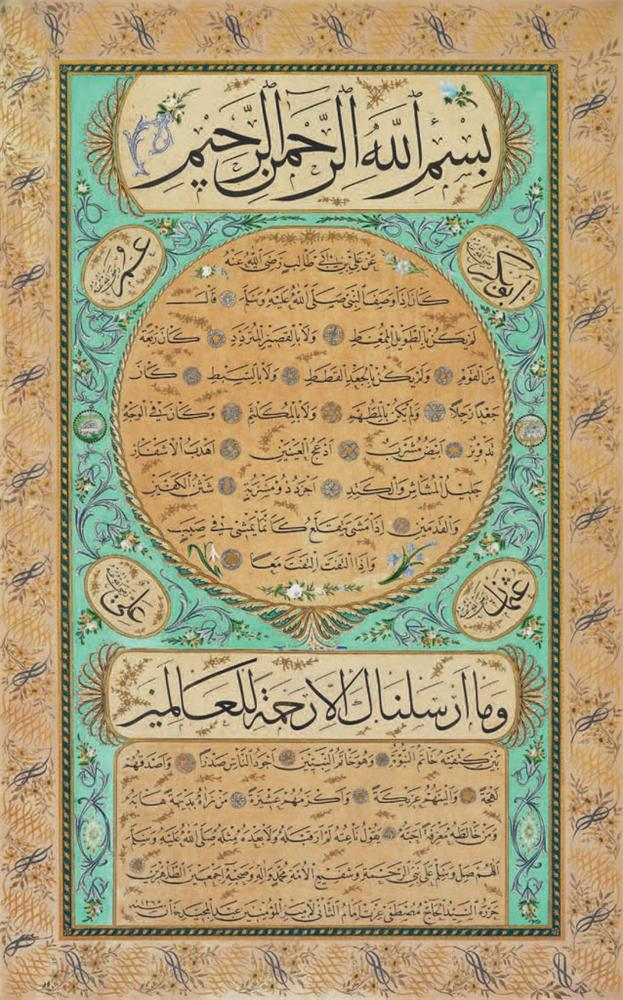
Казаскер Мустафа Иззет Эфенди
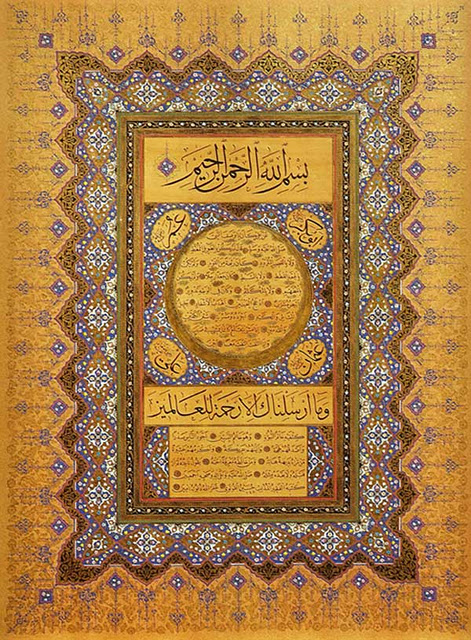
Казаскер Мустафа Иззет Эфенди
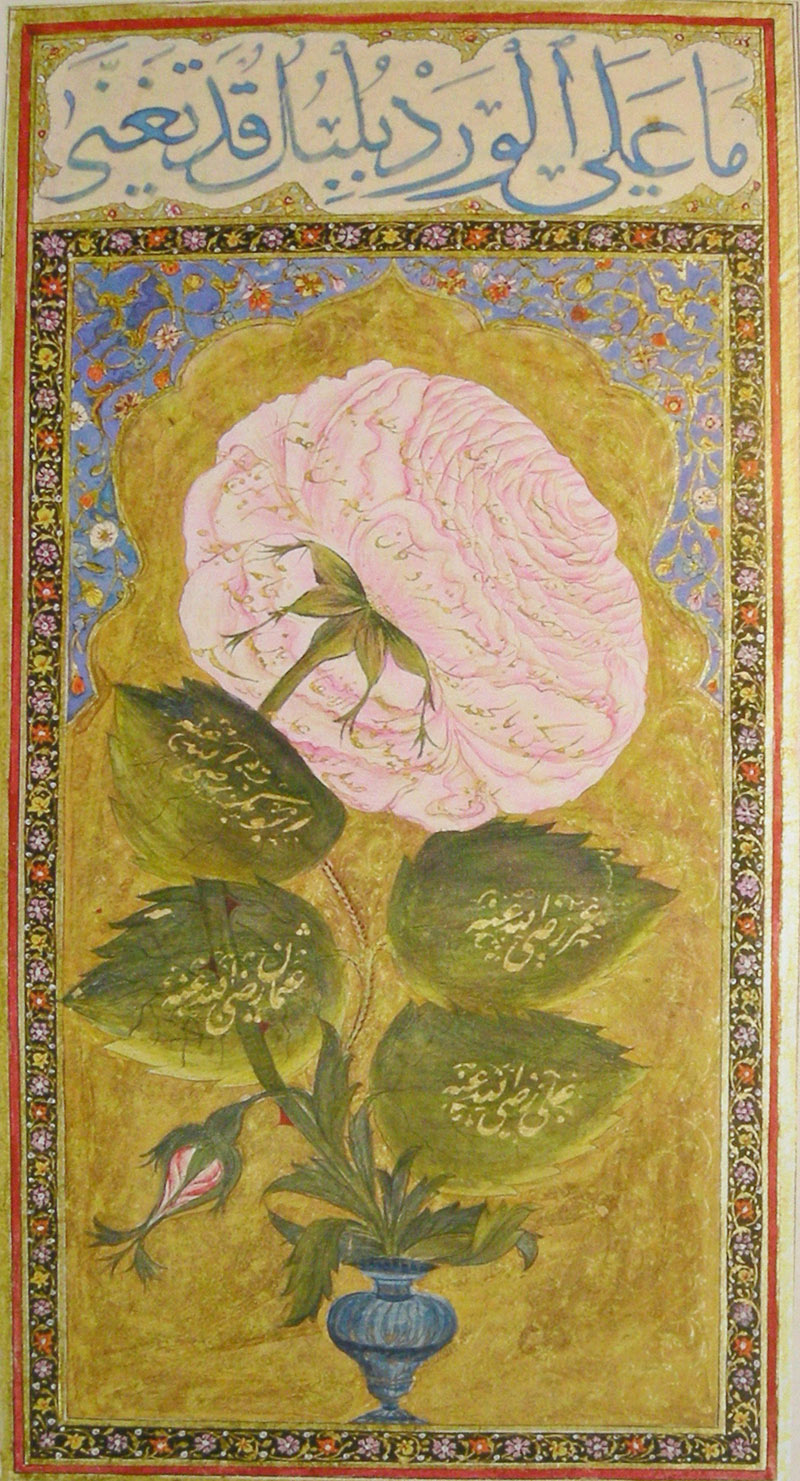
Хилья, нанесённая на лепестки розы, XVIII век

### Каллиграфические изображения
Наиболее часто встречающаяся в исламском искусстве форма изображения Мухаммеда — каллиграфическое написание его имени, разновидность монограммы круглой формы, зачастую в декорированной рамке. В подавляющем большинстве случаев изображается на арабском языке, может включать повторяющиеся формы, гоноративы, благословения и другие фразы, а также их сокращения. Встречаются также амбиграммы и частые отсылки к розе, символу Мухаммеда.
Наиболее сложные варианты исполнения связаны с исламской традицией записи имён Аллаха и к оттоманским туграм.

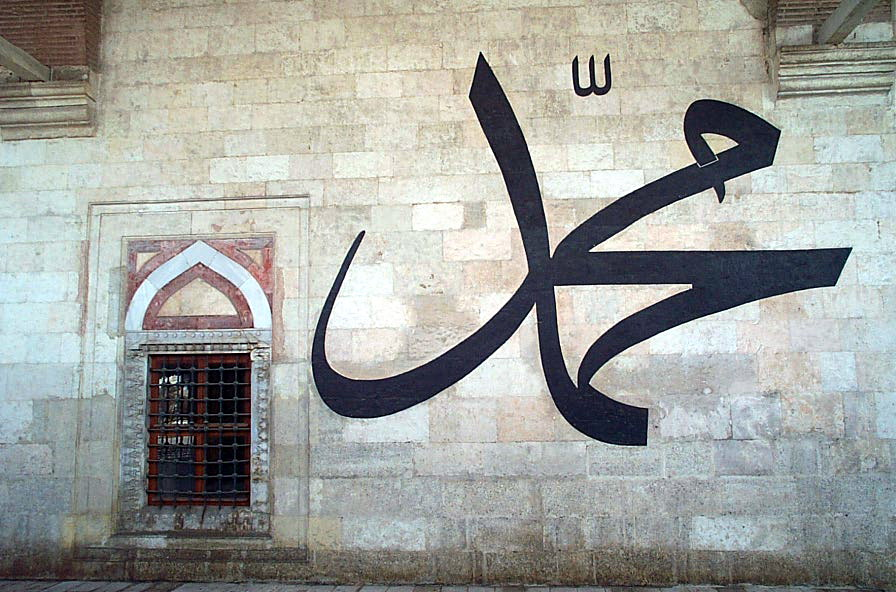
Каллиграфическое изображение имени Мухаммеда, нанесённое на стену мечети турецкого города Эдирне
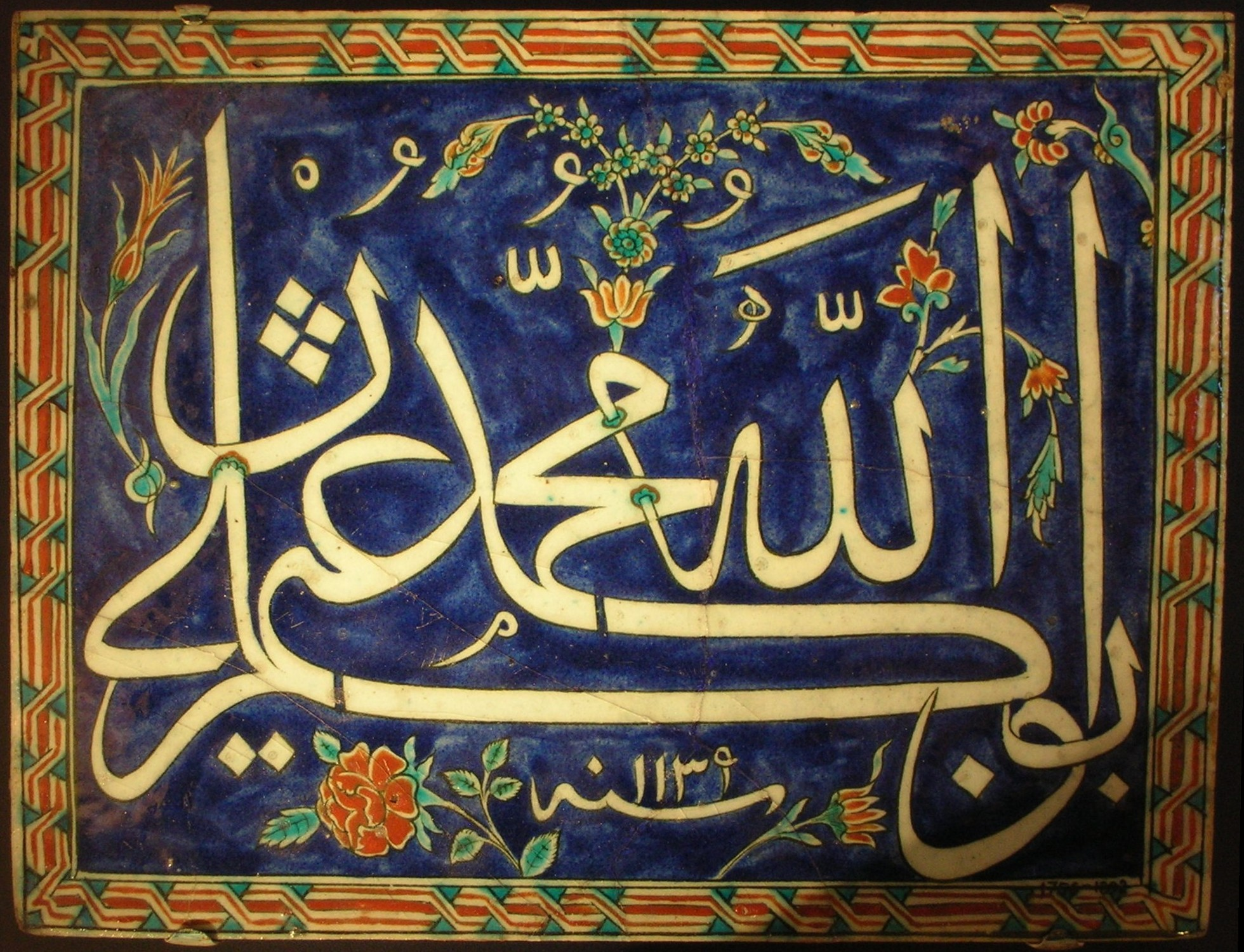
Каллиграфия, содержащая имена Аллаха, Мухаммеда и первых его четырёх последователей — Абу Бакра, Умара, Усмана и Али. Турция, XVIII век
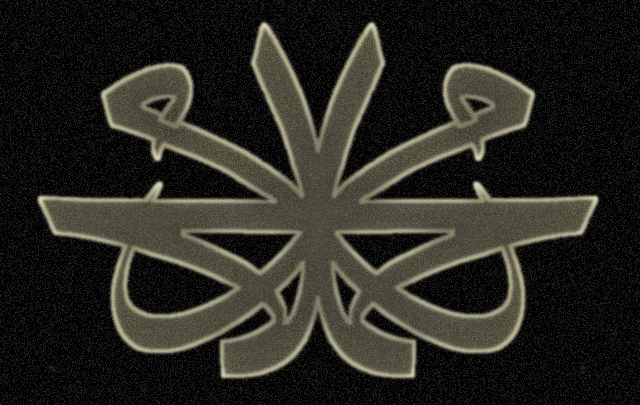
Симметричное каллиграфическое написание имени Мухаммеда
Амбиграмма: слово «Мухаммед» (محمد) вверх ногами читается как «Али» (علي)
Геометрическое четырёхкратное начертание имени Мухаммеда, выполненное куфическим почерком, часто используется как орнамент в исламской архитектуре
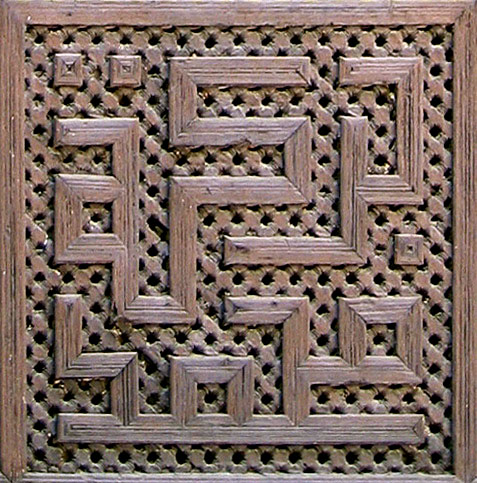
Куфическая надпись из медресе аль-Абу Инания[англ.], содержит текст «благословенный Мухаммед» (بركة محمد)
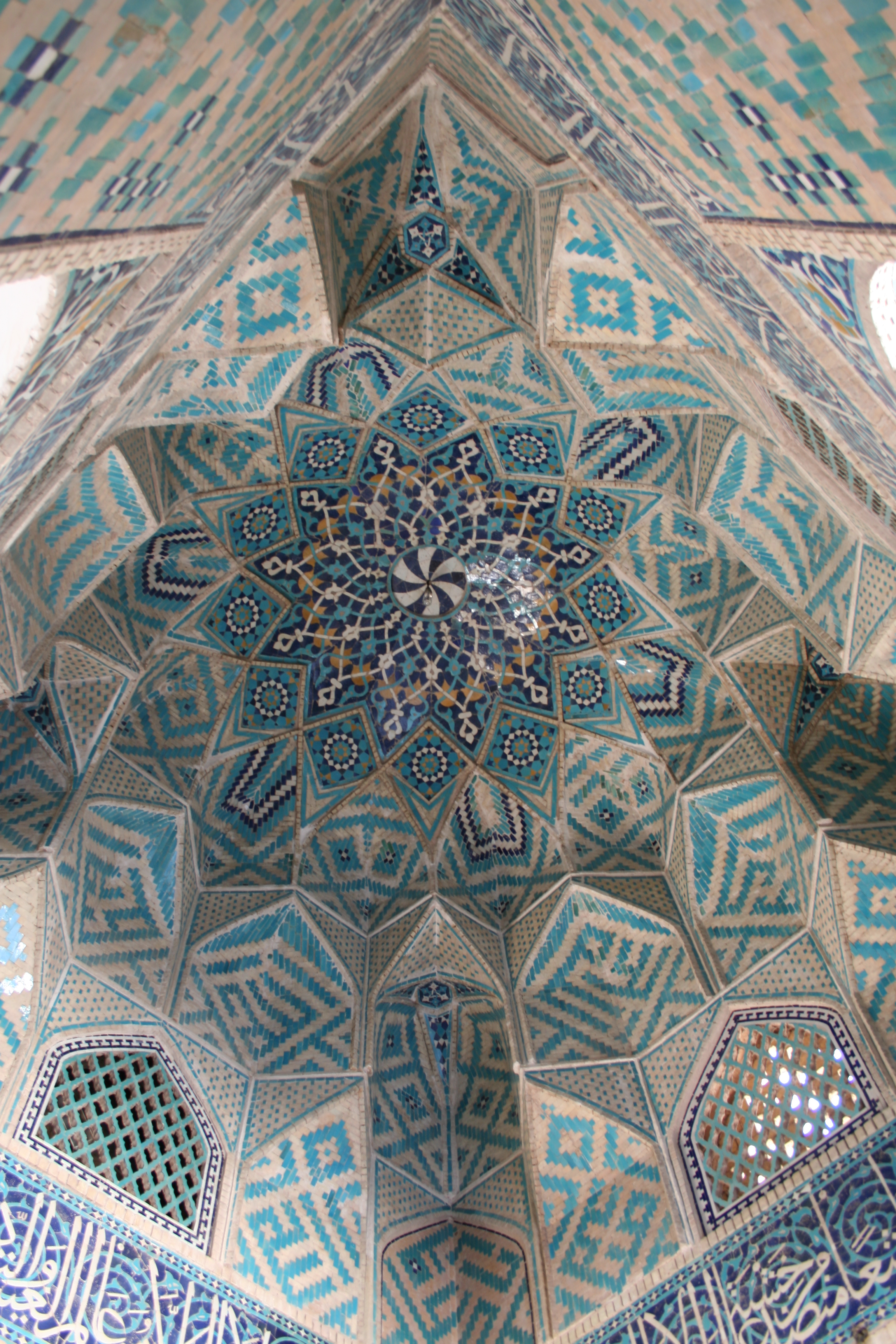
Купол мечети с цитатами из Корана и куфическими написаниями имён Аллаха и Мухаммеда

### Метафорические изображения

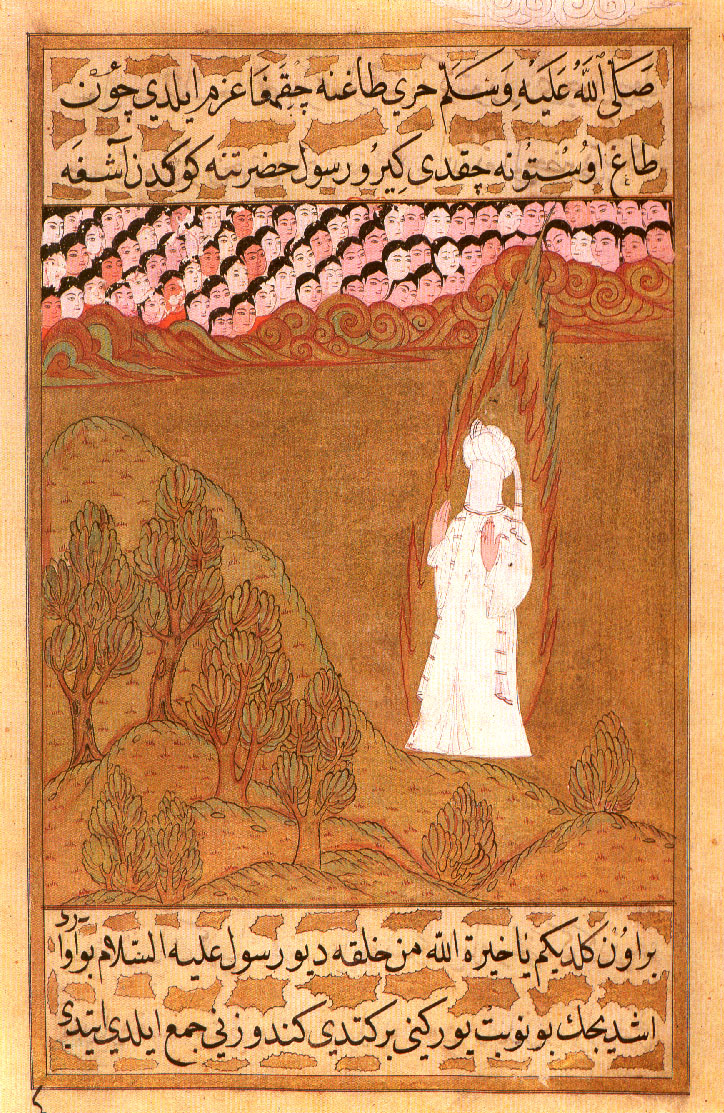
Мухаммед, изображённый с закрытым лицом (иллюстрация Сиери Неби, XVI век)

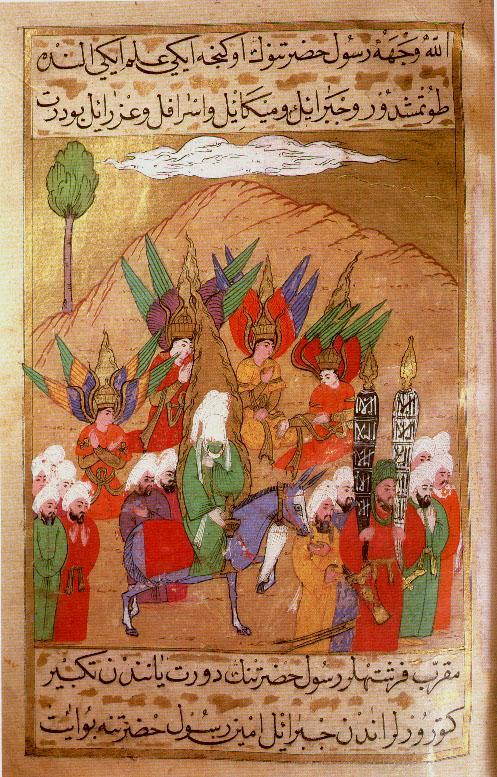
Наступление Мухаммеда и его спутников на Мекку в сопровождении ангелов-мукаррабун. Лицо Мухаммеда завуалировано (иллюстрация Сиери Неби, XVI век)

На протяжении всей исламской истории изображения Мухаммеда были редки, хотя их существует значительное количество, в основном в виде иллюстраций к манускриптам. Первые изображения также были иллюстрациями в книгах с персидскими миниатюрами. Книга «Варка и Гулшах», хранящаяся в библиотеке Топкапы, содержит наиболее ранние из известных изображений пророка. Книга создана до или во время монгольского завоевания Анатолии в 1240-х. Несмотря на то, что до нынешних времён дошло мало ранних изображений живых существ, изобразительное искусство было давним традиционным ремеслом в исламских землях с VIII века, к примеру, оно процветало в Аббасидском халифате.
Грубер провёл анализ изображений от подробных, демонстрирующих тело и лицо, в XIII—XV веках до более абстрактных в XVI—XIX веках. Переходная разновидность, появившаяся в начале XIII века, содержит изображение Мухаммеда без лица, вместо этого на лице написано «О, Мухаммед!» или аналогичная надпись. Возможно, такие изображения имеют отношение к суфизму. Иногда надпись позже закрывалась вуалью или изображением лица, чтобы художник оставался богобоязненным, но другие могли увидеть лицо. Согласно Груберу, многие подобные изображения позже подверглись порче — лица были стёрты или соскоблены, так как мнения о допустимости подобных изображений изменились.
Имеется несколько дошедших до нас персидских манускриптов периода господства монголов, включая Марзубаннаму 1299 года. Сочинение «Оставшиеся памятники минувших поколений» Аль-Бируни содержит 25 изображений, на пяти из которых присутствует Мухаммед, включая два завершающих. На одной из последних иллюстраций изображены Мухаммед и Али ибн Абу Талиб в традиционной суннитской интерпретации. Согласно Кристиане Грубер, имеются и другие иллюстрации в книгах, пропагандирующих суннизм, в частности, в нескольких работах, посвящённых мираджу начала XIV века, хотя некоторые другие историки датируют эти картины джаларидским периодом.
Также изображения Мухаммеда находятся в персидских работах династий Тимуридов и Сефевидов, а также в османском искусстве вплоть до XVII века и дальше. Вероятно, наиболее детальные иллюстрации к жизни Мухаммеда находятся в копии биографии Сиери Неби, завершённой в 1595 году и заказанной султаном Османской империи Мурадом III для сына, будущего Мехмеда III. В этой книге более 800 иллюстраций. Одна из самых часто встречающихся сцен с Мухаммедом — это мирадж; с XV по XX век в Персии и Турции появляется бесчисленное множество произведений на этот сюжет. Данные изображения также используются для празднования годовщины мираджа в 27-й день месяца раджаб. Пересказ этого чуда имел религиозный смысл, и хотя проще найти описания празднований XVIII и XIX веков, имеются упоминающие его манускрипты значительно более раннего времени.
Самые ранние изображения Мухаммеда иногда не содержат ореола пламени, а первые ореолы были круглыми, как христианские нимбы. Позже появляется ореол в виде пламени, охватывающего голову пророка или его целиком, даже зачастую скрывая его тело. Если тело Мухаммеда при этом видно, то лицо может быть закрыто; такой тип ореола появился с начала правления Сефевидов и отражал почтение.
Томас Арнольд (1864—1930), ранний историк исламского искусства, утверждал, что живопись никогда так активно не использовалась в исламе, как в буддизме и христианстве. Мечети никогда не украшали картинами и росписями, никогда не демонстрировали иллюстративный материал при прозелитизме и в религиозном обучении. Соответственно, не существовало школ религиозной живописи, как в христианстве.
Изображения Мухаммеда во многих странах Ближнего Востока запрещены. К примеру, в 1963 году доклад о хадже гражданина Турции был запрещён в Пакистане, так как содержал репродукции миниатюр, на которых находилось лицо Мухаммеда.

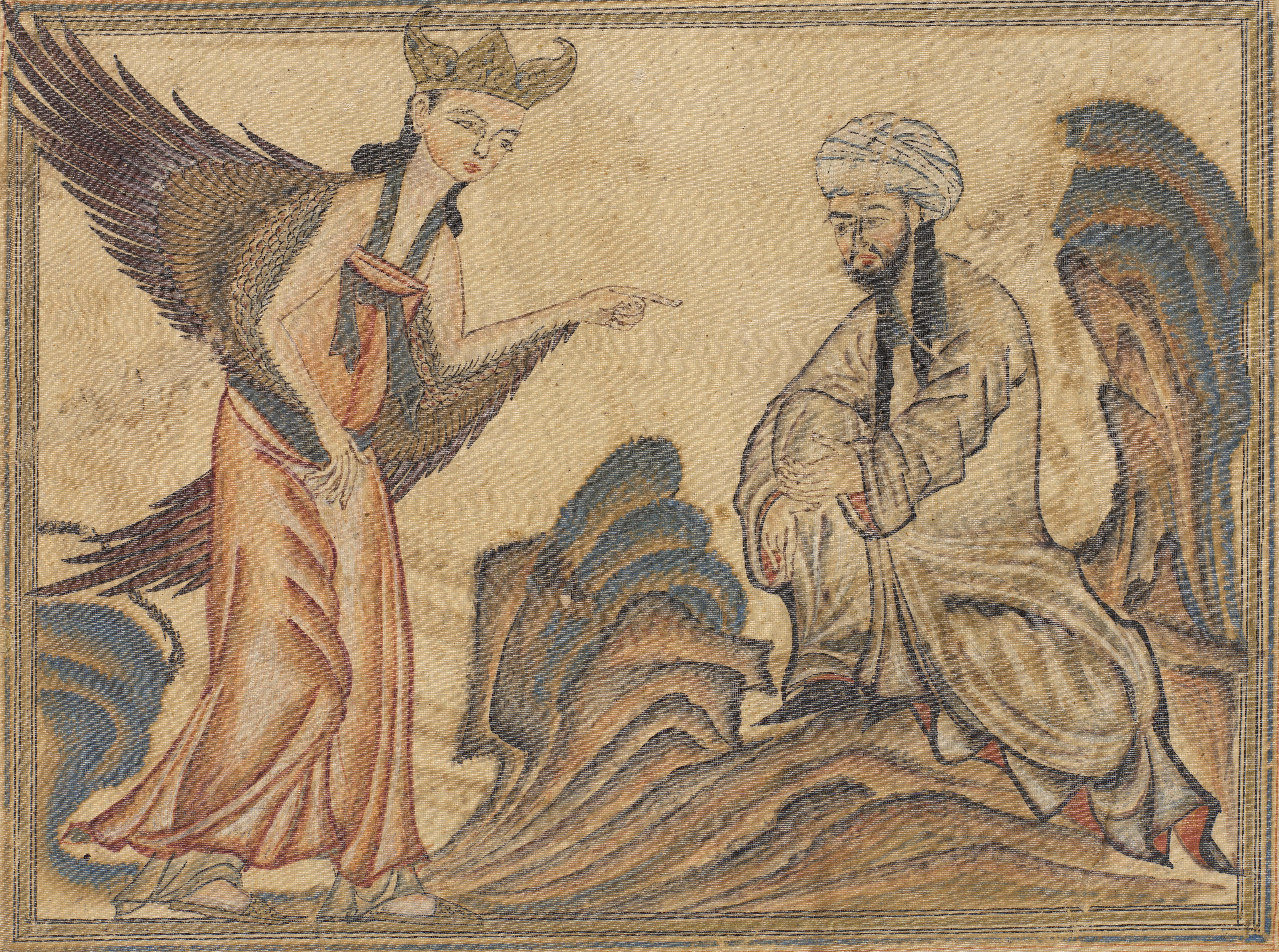
Мухаммед получает первое откровение от ангела Джибраила (манускрипт «Джами ат-таварих» Рашида ад-Дина, 1307, период Ильханидов)
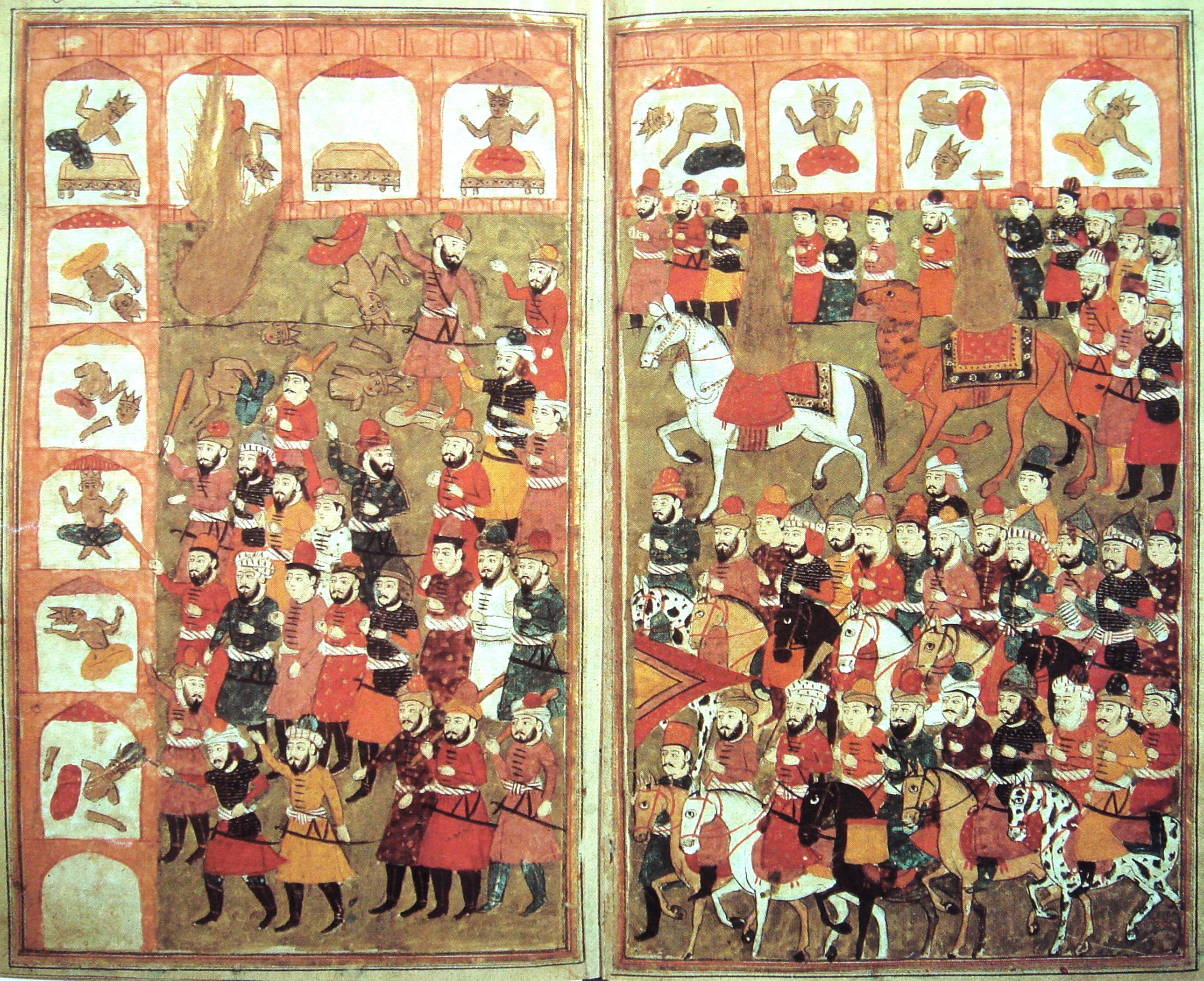
Мухаммед уничтожает идолов в Каабе (персидская миниатюра, Кашмир, обнар. 1808)
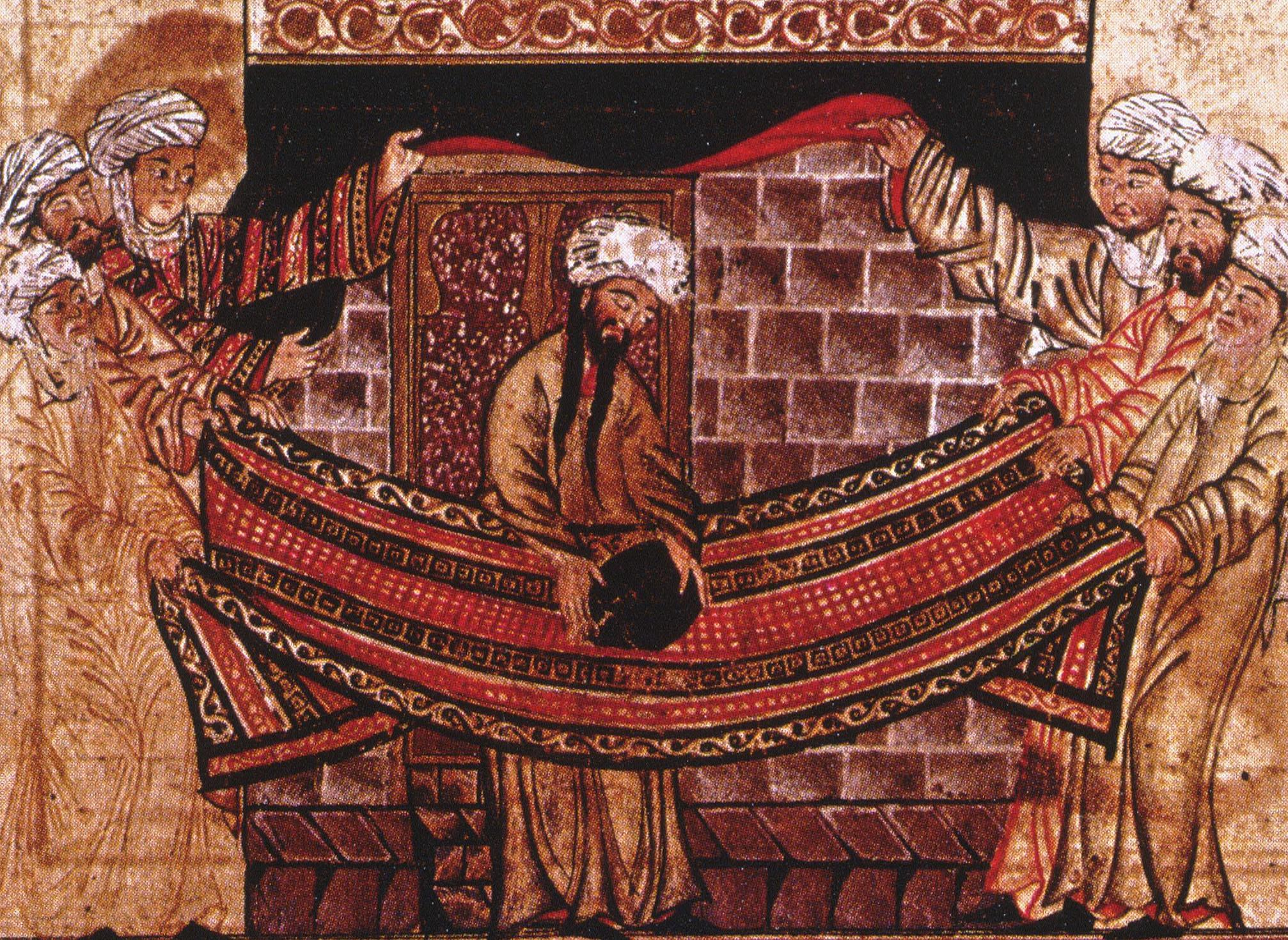
Мухаммед повторно устанавливает Чёрный камень в 605 году (миниатюра из «Джами ат-таварих» Рашида ад-Дина, ок. 1315, период Ильханидов)
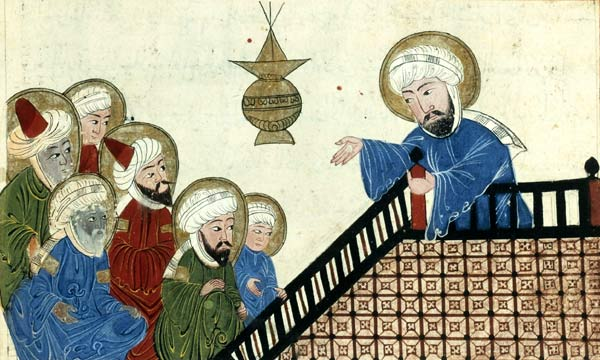
Мухаммед во время Прощального паломничества (анонимная иллюстрация «Памятников минувших поколений» Аль-Бируни, османская копия XVII века ильханидской рукописи XIV века, Эдинбургский кодекс)
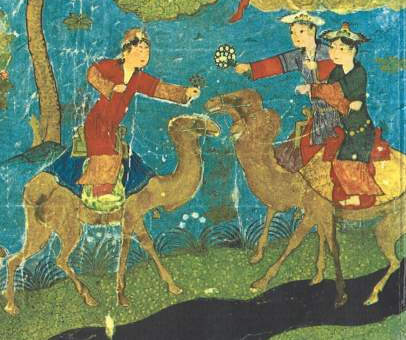
Омоложённый Мухаммед въезжает в Джаннат (рай), где его встречают гурии (персидский манускрипт, XV век)

### Современный Иран
Несмотря на запрет, в Иране изображения Мухаммеда встречаются. Шииты не столь нетерпимы к ним, как сунниты, и на иранских открытках и плакатах их можно встретить.
С конца 1990-х годов востоковедами были обнаружены различные напечатанные в Иране изображения Мухаммеда в виде подростка в тюрбане. У этих картин есть несколько вариантов, все они либо содержат отсылку на легенду о происхождении изображения и эпизод в жизни Мухаммеда, либо просто надпись «Мухаммед, посланник божий». Некоторые версии приписывают изображение Бахире, христианскому монаху, встретившему молодого Мухаммеда в Сирии. Таким образом создатели картины дистанцируются от неё и показывают, что ничего дурного не сделали.
Основой таких картин стала фотография молодого тунисца, сделанная немцами Ленертом и Ландроком в 1905 или 1906 году. Это фото появлялось на открытках и в печати до 1921 года. Данное изображение было популярно в Иране как диковина.

### Кино
Фильмов о Мухаммеде очень мало. Фильм «Мухаммед — посланник Бога» 1976 года не показывает внешность ни Мухаммеда, ни многих членов его семьи. Когда требовалось показать, что Мухаммед присутствует в сцене, камера демонстрировала обзор с его местоположения. О фильме каирским университетом Аль-Азхар и Шиитским советом Ливана было выпущено две известные фетвы, осуждающие демонстрацию жён Мухаммеда.
В 1926 году в Египте ожидался выход фильма о ранних годах исламской истории. Узнав об этом, университет Аль-Азхар выпустил фетву, напоминающую общественности о запрете изображения Мухаммеда и членов его семьи. Король Ахмед Фуад I отправил актёру Ю́суфу Вахби́ предупреждение, угрожая депортацией и отзывом гражданства.
Некоторые современные шиитские учёные занимают мягкую позицию по отношению к изображениям Мухаммеда и членов его семьи, Ахль аль-Байт. В фетве иракца Али Систани, шиитского марджа ат-таклида, говорится о том, что Мухаммеда разрешено изображать даже в фильмах и на телевидении, если это изображение сделано с уважением. Религиозный мультфильм «Мухаммед: последний пророк» был выпущен в США в 2004 году.

## Изображения, выполненные немусульманами

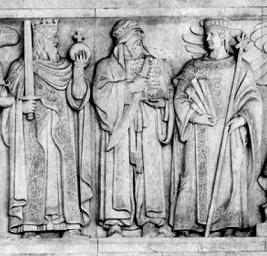
Изображение Мухаммеда на здании Верховного суда США

Изображения Мухаммеда были очень редки до появления печатного пресса. Мухаммед изображён на нескольких средневековых картинах, обычно в неприглядной манере, зачастую на его изображение влияло краткое упоминание в «Божественной комедии». Иногда Мухаммеда рисовали среди других «влиятельных людей», один из примеров такого изображения хранится в здании Верховного суда США. Оно создано в 1935 году, и также содержит портреты Хаммурапи, Моисея, Конфуция и других. В 1997 году его изображение вызвало полемику, в результате которой в туристическую литературу были внесены изменения: теперь изображение описано как «выполненная с добрыми намерениями попытка выразить уважение Мухаммеду», которая «не имеет отношения к его внешности». В 1955 году по запросу послов из Индонезии, Пакистана и Египта из здания суда в Нью-Йорке была убрана статуя Мухаммеда.
Данте Алигьери в «Божественной комедии» поместил Мухаммеда в ад со вспоротым животом:

Не так дыряв, утратив дно, ушат,

Как здесь нутро у одного зияло

От самых губ дотуда, где смердят:

Копна кишок между колен свисала,

Виднелось сердце с мерзостной мошной,

Где съеденное переходит в кало.

Несчастный, взглядом встретившись со мной,

Разверз руками грудь, от крови влажен,

И молвил так: «Смотри на образ мой!

Смотри, как Магомет обезображен!

Передо мной, стеня, идет Али,

Ему весь череп надвое рассажен».
— Перевод М. Л. Лозинского. Данте Алигьери. Божественная комедия (неопр.). — Правда, 1982.
Эта сцена часто изображается на иллюстрациях. Мухаммед находится на фреске XV века «Страшный суд» Джованни да Модена (Giovanni di Pietro Falloppi), которая расположена в базилике Сан-Петронио в Болонье и на картинах таких художников как Сальвадор Дали, Огюст Роден, Уильям Блейк и Гюстав Доре.

Европейские изображения Мухаммеда
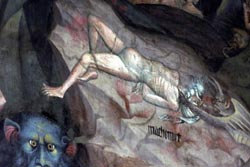
Ранний Ренессанс, по мотивам «Божественной комедии».
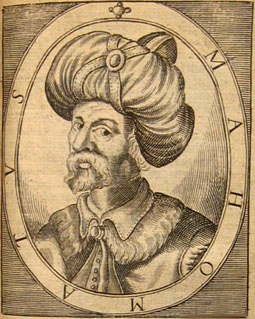
Портрет Мухаммеда в виде «восточного мужчины», 1683.
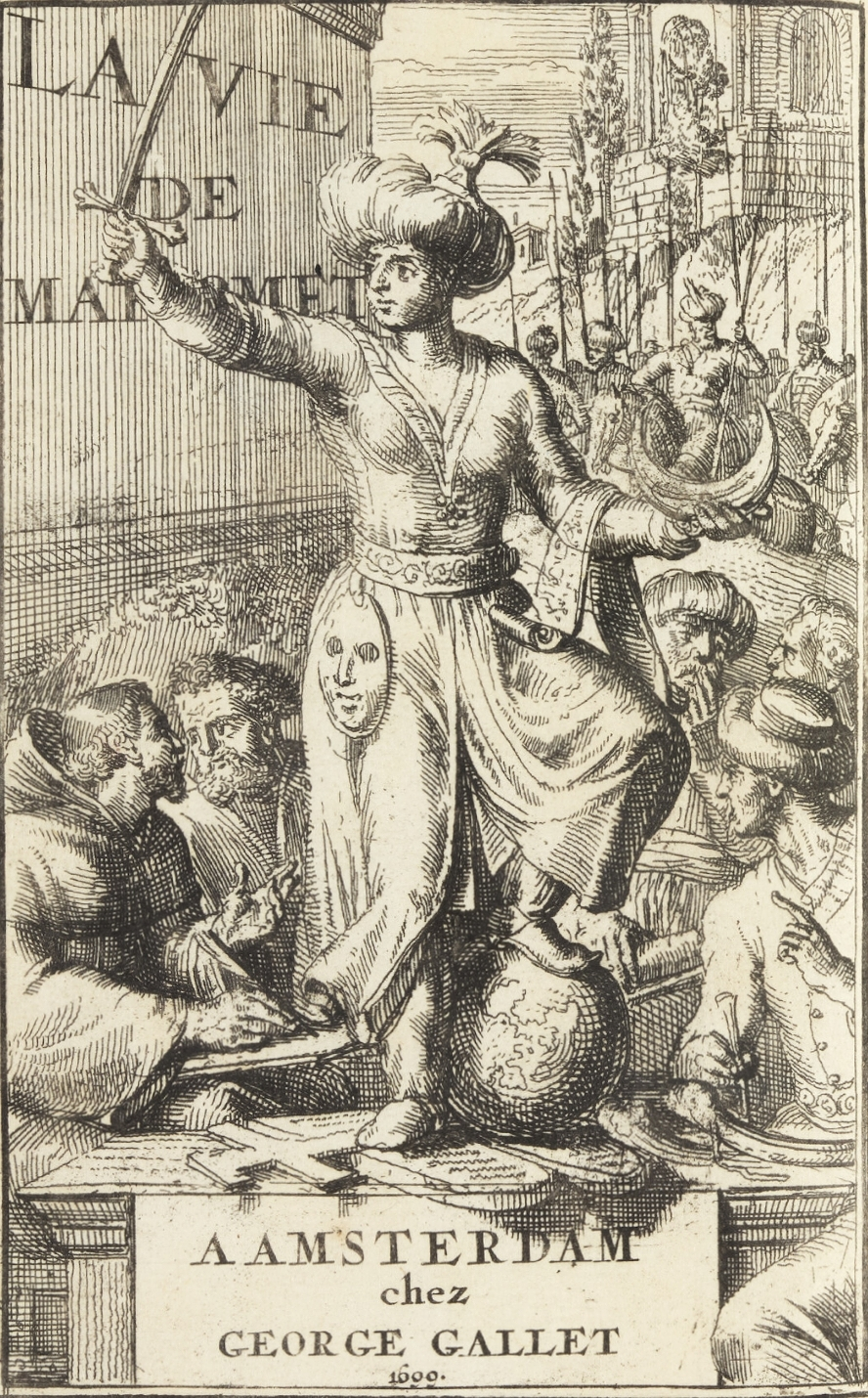
Портрет на раннем издании  1719.
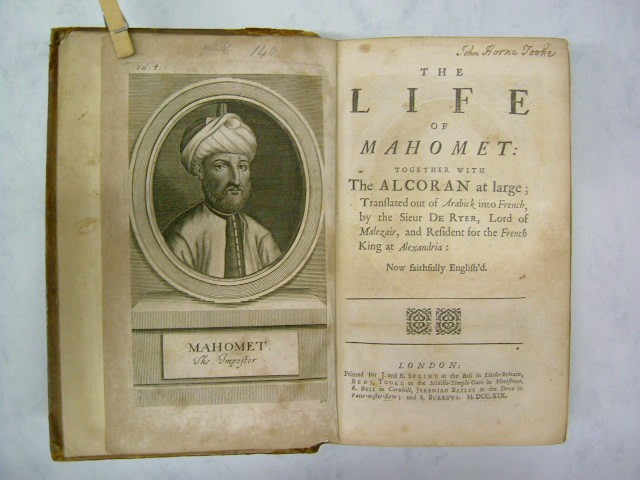
Иллюстрация из книги «Жизнь Магомета», 1699
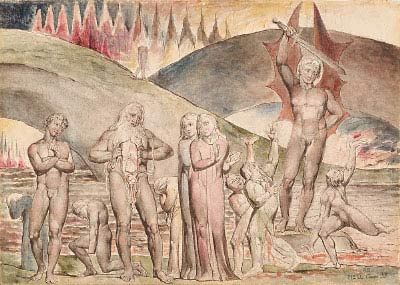
Иллюстрация к «Божественной комедии», Уильям Блейк, 1827.
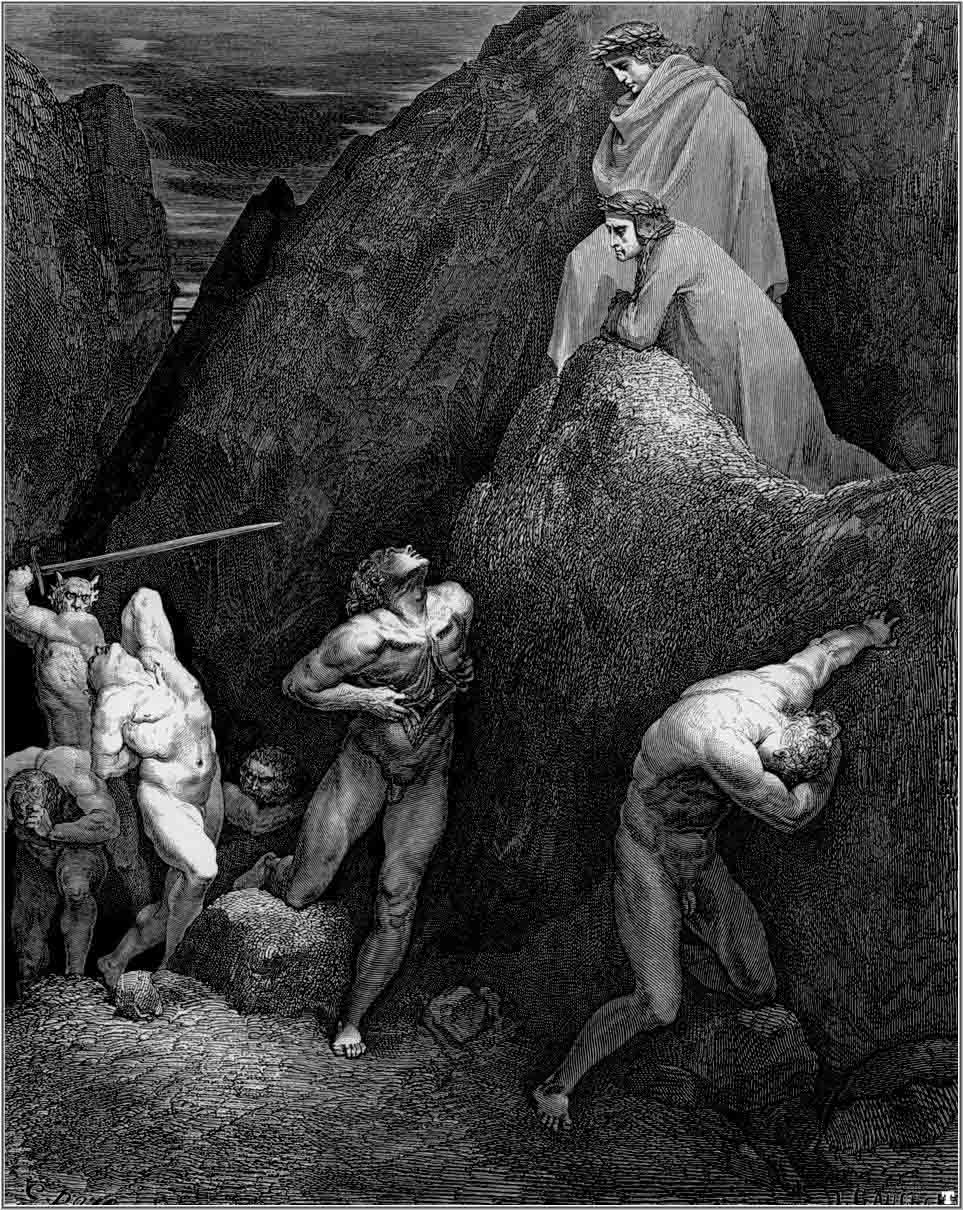
Гюстав Доре, «Мухаммед страдает в Аду». 1861.
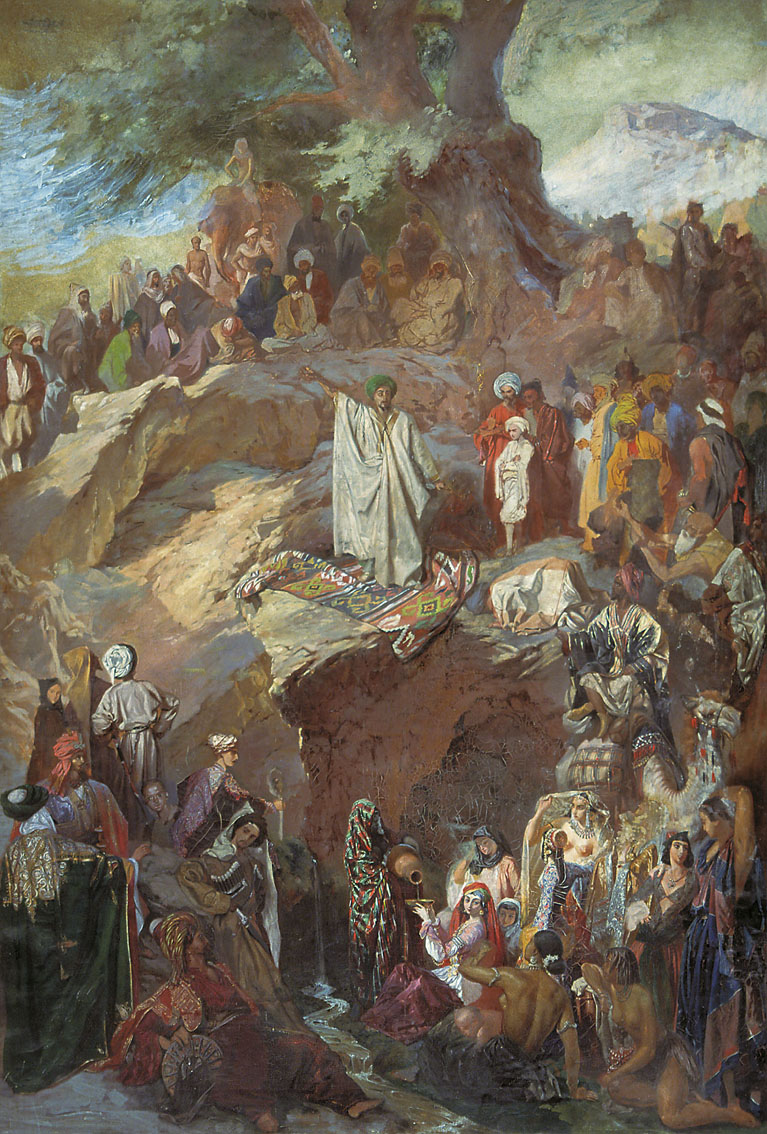
Григорий Гагарин, «Проповедь Магомета». 1840—1850.

## Конфликты в XXI веке

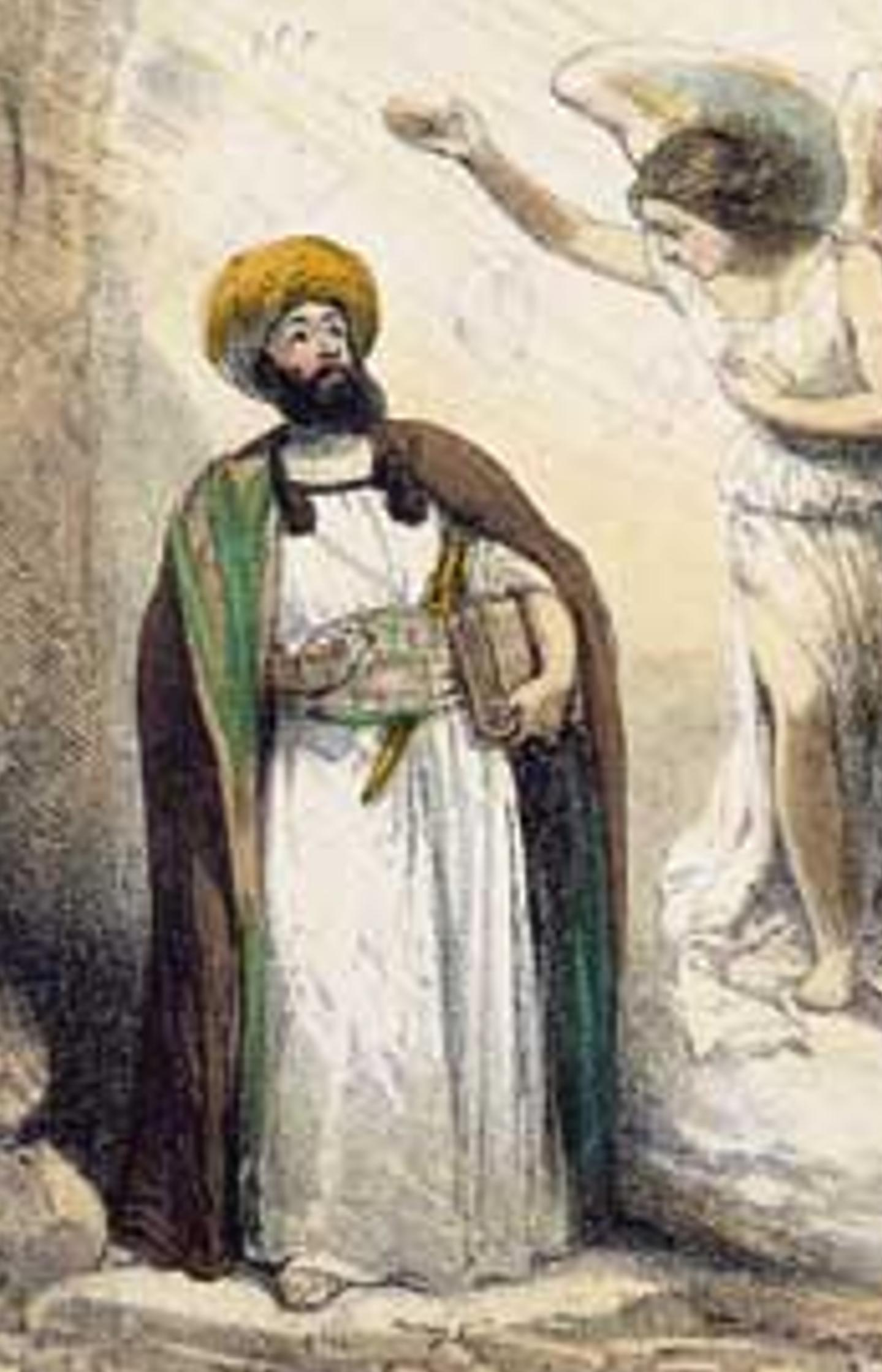
Картина 1847 года, изображающая откровение Мухаммеда, опубликованная в «Шпигеле» в 1999 году

Начало XXI века было ознаменовано несколькими прениями об изображениях Мухаммеда, как в контексте карикатур, фильмов и мультфильмов, так и в отношении исторических картин.
В декабре 1999 года немецкий новостной журнал Der Spiegel опубликовал на одной странице изображения «апостолов морали» — Мухаммеда, Иисуса, Конфуция и Иммануила Канта. В течение следующих недель редакция получила множество писем с протестами, петициями и угрозами из-за публикации портрета Мухаммеда. Турецкий канал Show TV показал телефонный номер редактора, которому с тех пор ежедневно поступали звонки. Надим Эльяс, глава совета мусульман Германии, сказал, что «изображение не следовало печатать, чтобы не расстраивать верующих». Он рекомендовал закрасить лицо Пророка белым. В июне 2001 года Spiegel опубликовал изображение Мухаммеда с закрашенным лицом на главной странице. Картина 1847 года была опубликована ранее, в 1998 году, в особом выпуске, посвящённом исламу, и не вызвала проблем в тот раз.
В 2002 году полиция Италии сообщила о том, что ею был предотвращён теракт в Болонье: исламский террорист собирался взорвать базилику, где находится фреска с изображением Мухаммеда.

### Карикатуры
В 2005 году датская газета опубликовала несколько карикатур, на многих из которых был изображён Мухаммед. В конце 2005 и начале 2006 датские мусульмане устроили несколько акций протеста и широко распространили информацию о скандале. Согласно профессору исламской истории Чикагского университета Джону Вудсу, мусульман разозлили не только сами изображения, но и намёки на то, что Мухаммед поддерживал терроризм. 12 февраля 2008 датская полиция арестовала троих мужчин, вовлечённых в заговор с целью убийства автора одного из комиксов Курта Вестергора.
В эпизоде реалити-шоу 30 Days 2005 года под названием «Мусульмане и Америка» Мухаммед был изображён дважды в мультфильме, объясняющем суть исламской веры. В следующем году известный провокационными выпусками комедийный мультфильм «Южный парк», ранее изображавший Мухаммеда супергероем и показывавший Мухаммеда в открывающем фрагменте, сатирически изобразил карикатурный скандал. В эпизоде «Мультипликационные войны, часть II» предполагалось показать Мухаммеда, передающего Питеру Гриффину лососевый шлем. Однако канал Comedy Central, которому принадлежит мультфильм, отклонил данную сцену, и вместо этого создатели мультфильма высмеяли двойные стандарты канала, который одобрил сцену дефекации Иисуса на флаг США, но отклонил сцену, оскорбляющую мусульман.
Скандал вокруг карикатур Ларса Вилкса начался в июле 2007 года, когда шведский художник Ларс Вилкс выпустил карикатуры, на которых Мухаммед был изображён в виде бездомной собаки. Несколько картинных галерей в Швеции отказались демонстрировать эти изображения, ссылаясь на страх насильственной реакции. Скандал привлёк к себе международное внимание после того, как газета из Эребру Nerikes Allehanda напечатала 18 августа одно из изображений на передовице о самоцензуре и свободе вероисповедания. Хотя некоторые газеты уже публиковали эти карикатуры, данная публикация привела к протестам шведских мусульман, а также официального порицания правительств Ирана, Пакистана, Афганистана, Египта и Иордании, а также международной конференции Организации исламского сотрудничества.
Ещё один скандал, прошедший в 2007 году, был вызван арестом бангладешского художника Арифура Рахмана за «неуважение к Мухаммеду». Правительство конфисковало тираж бенгальской газеты Prothom Alo, в которой были опубликованы карикатуры следующего содержания: мальчик, держащий на руках кошку, говорит со стариком. Старик спрашивает, как зовут мальчика, и тот отвечает: «Бабу». Старик попрекает мальчика за то, что тот не упомянул имя Мухаммеда прежде своего, а затем показывает пальцем на кошку и спрашивает, как её зовут, на что мальчик отвечает: «Мухаммед, кошка». Карикатура вызвала бурю в Бангладеш, местные исламисты требовали казнить Рахмана за богохульство. Группы людей сжигали экземпляры газеты. В Бангладеш нет закона о богохульстве, хотя радикальные исламисты и требовали его ввести. В итоге Арифур отсидел четыре месяца в тюрьме и был назван узником совести организацией «Международная амнистия».

### Википедия
В 2008 году несколько мусульман протестовали против включения изображений Мухаммеда в статью «Мухаммед» Английской Википедии. Онлайн-петиция за удаление изображений собрала 450 000 подписей с декабря 2007 по февраль 2008. В петиции отмечалась репродукция османской миниатюры XVII века, которая изображала Мухаммеда, запрещающего добавлять 13-й месяц к лунному году (наси). Джереми Хензелл-Томас, колумнист журнала «The American Muslim», назвал петицию «даром тем, кто ищет возможности дискредитировать ислам и посмеяться над мусульманами».
Википедия отказалась удалять изображения, в сообществе обсуждали возможность создания инструмента, который бы позволил посетителям выбрать, хотят ли они видеть эти изображения; в результате обсуждения было решено отвергнуть данное предложение. На особой подстранице находится список часто задаваемых на эту тему вопросов и ответов, где указано, что Википедия не цензурирует материал в угоду одной из групп людей.

### Метрополитен-музей
Метрополитен-музей подтвердил в январе 2010 года газете New York Post, что он удалил из экспозиции все изображения, на которых находился Мухаммед, из-за угроз со стороны консервативных мусульман. Действия музея подверглись критике за чрезмерную политкорректность, как и переименование «Галереи примитивного искусства» в «Искусство Африки, Океании, Северной и Южной Америк», а «Исламской галереи» в «Арабскую, турецкую, иранскую, центральноазиатскую и южноазиатскую».

### Давайте нарисуем Мухаммеда
Протестом против угроз художникам стала акция «Everybody Draw Mohammed Day» (день, когда все нарисуют Мухаммеда). Начавшись из-за действий Comedy Central, запретившего эпизод «Южного парка» «201», позже он получил международную поддержку. 20 апреля 2010 года в Интернете появился плакат, сопровождавшийся текстом, призывавшим нарисовать Мухаммеда 20 мая 2010 года в качестве акции против ограничения свободы слова.

Акция «Everybody Draw Mohammed Day»
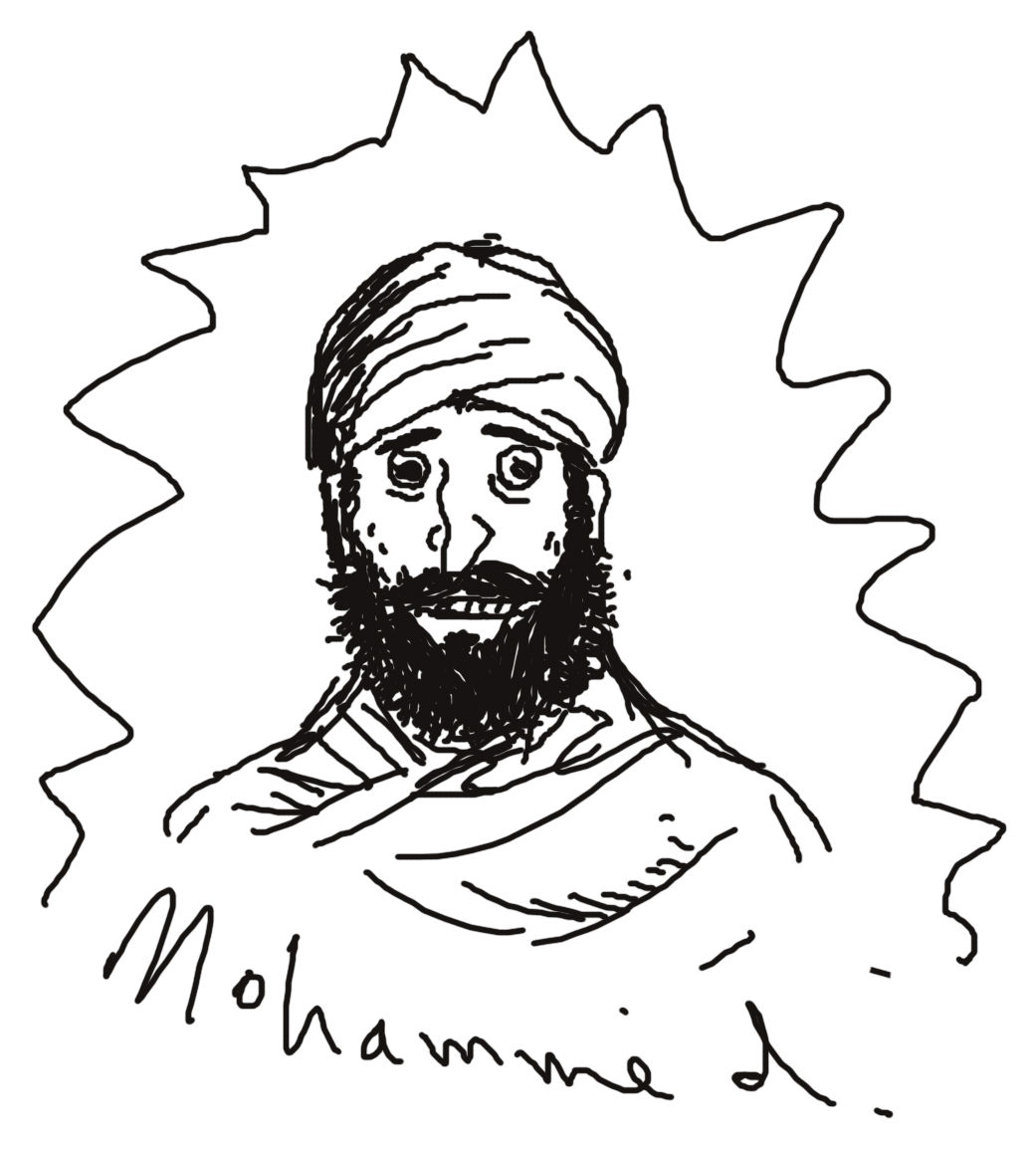
Автор: Сhris Сosco.
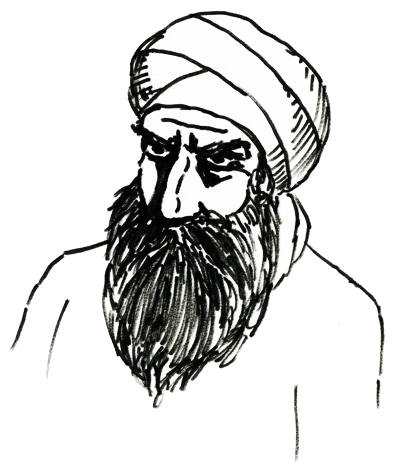
Автор: Christianne.
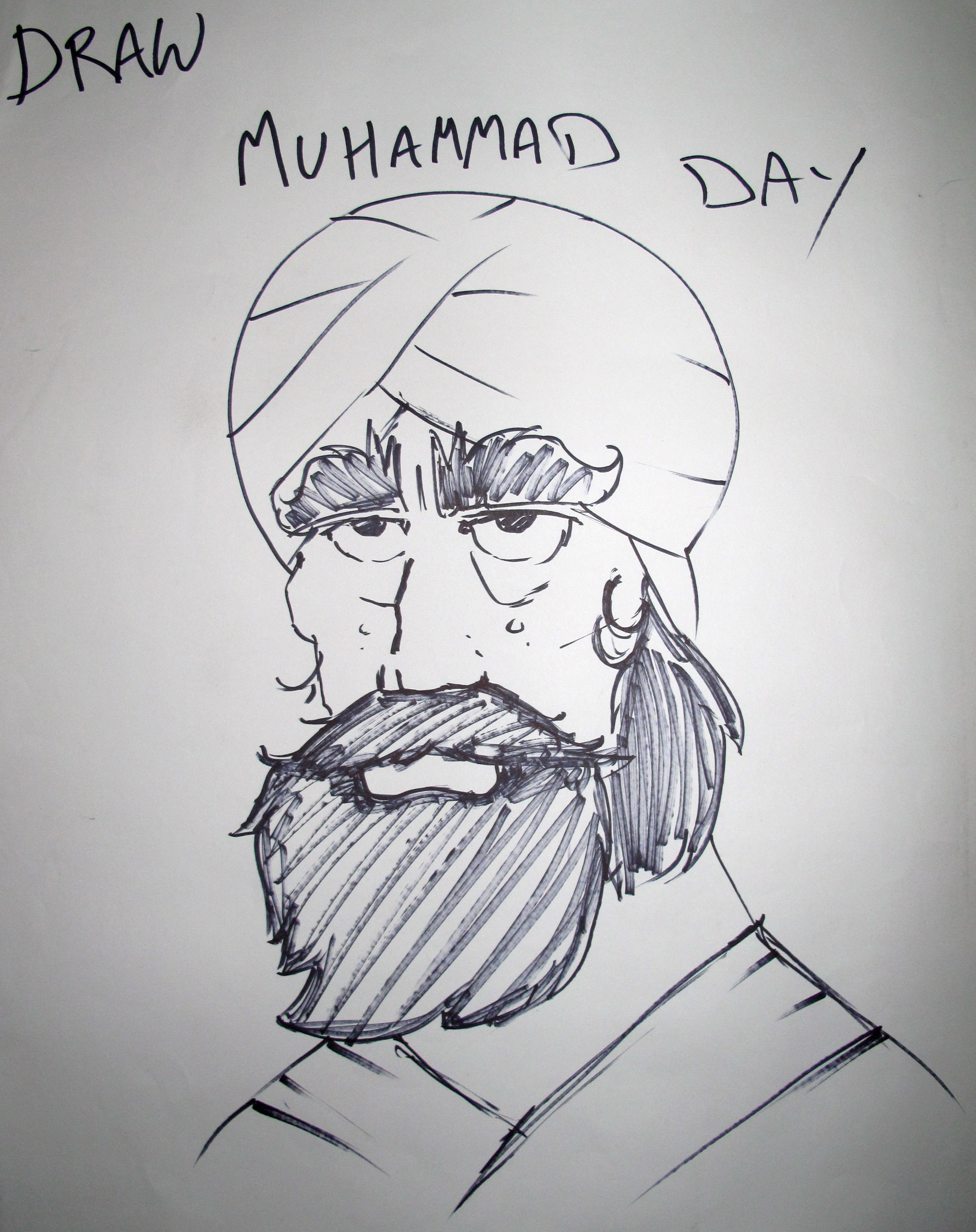
Автор: Jason Fisher.

### Charlie Hebdo
Офис французского сатирического издания Charlie Hebdo 2 ноября 2010 года подвергся атаке зажигательным снарядом, а кроме того сайт газеты был взломан. Эти действия последовали в ответ на обещание выпустить специальный номер с Мухаммедом в качестве «главного редактора». В сентябре 2012 журнал опубликовал несколько карикатур на Мухаммеда, на некоторых из них он был изображён голым.
7 января 2015 года группой террористов произведено нападение на офис издания, в результате чего погибло 12 человек и ранено 11.